# Hongos imperfectos

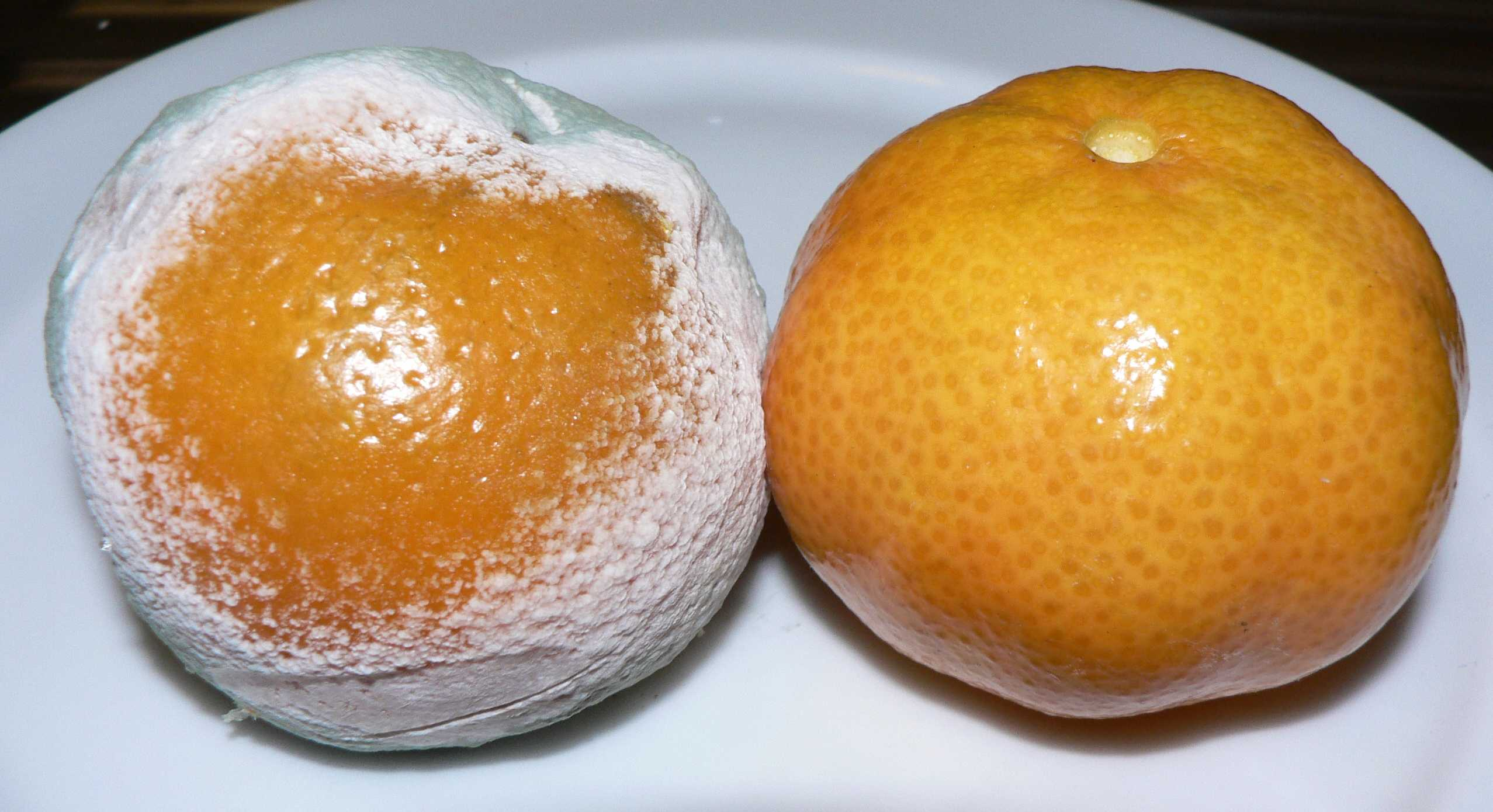
Hongo del género Penicillium sobre una Mandarina.

Los hongos imperfectos, antiguamente llamados deuteromicetos (Deuteromycetes) o deuteromicotas (Deuteromycota), comprenden más de 15 000 especies diferentes que se clasifican juntas porque no se conoce en ellas la fase sexual de reproducción.
Sus formas conocidas son semejantes a las formas conidiales de hongos de los filos Ascomycota, en su mayoría, y Basidiomycota que se reproducen asexualmente por haber perdido su capacidad de reproducirse sexualmente o por ser ésta desconocida. Salvo en el caso de las levaduras, que son unicelulares, el resto de los hongos imperfectos tienen un micelio formado por hifas septadas, multinucleadas salvo excepciones, y ramificadas. Son de gran importancia para el hombre por ser el filo de mayor patogenicidad humana dentro del Reino Fungi y tienen un gran peso en el campo de la biotecnología. Entre sus miembros así mismo se encuentran los géneros Penicillium y Aspergillus, entre otras.
El término deuteromicota — antes considerado un filo formal — ha caído hoy en desuso dado que los hongos imperfectos no encajan en la clasificación taxonómica común de los hongos basada en el concepto de especie biológica o en las características morfológicas de las estructuras sexuales. La clasificación tradicional atiende a las características de sus estructuras conidiales diferenciándose cuatro órdenes según la localización de éstas: Sphaeropsidales cuando forman picnidios, Melanconiales cuando forman acérvulos, Moniliales cuando sus conidios aparecen en hifas no diferenciadas, aislados, en pequeños grupos llamados sinemas o en esporodoquios y Micelia sterilia que no producen esporas. Cuando su ciclo sexual es descubierto, un hongo de esta división suele ser reclasificado en una de las otras divisiones.

## Características generales
Los deuteromicetos son organismos saprofitos oportunistas que se reproducen asexualmente por medio de conidios formados en células conidiógenas en el extremo de conidióforos. Los conidios pueden formarse aislados en el tallo o más comúnmente en estructuras tales como picnidios o acérvulos. Tras ser diseminada al medio cada conidio forma una hifa y luego un micelio constituido por hifas septadas.
Los deuteromicetes u hongos imperfectos son hongos cuya reproducción sexual generalmente se desconoce. Algunos son parásitos que causan enfermedades en plantas y animales. Las enfermedades humanas más comunes causadas por este grupo son infecciones de la piel y de las mucosas conocidas como tiñas (que incluye al «pie de atleta») y muguet (al cual son particularmente susceptibles los bebés); En frutos como el tomate se desarrollan especies de Alternaria, características por sus esporas de color oscuro. Es uno de los hongos principales en la corrupción de los tomates en el campo. Dada la tonalidad que adquieren se conoce como «podredumbre negra».
La ciclosporina, un compuesto que suprime las reacciones inmunes que intervienen en el rechazo de los trasplantes de órganos es sintetizada por un deuteromicete que vive en el suelo. Especies del género Aspergillus producen micotoxinas; estos compuestos se almacenan en los alimentos e incluso son trasmitidos a la leche materna y se consideran las sustancias cancerígenas más potentes descubiertas por el hombre. Especies del género Trichoderma son actualmente utilizadas para el control biológico de otros hongos que atacan plantas de importancia económica para el hombre.

## Especies comunes

### De importancia industrial
- Tolypocladium inflatum → del que se extrae el inmunosupresor ciclosporina;[4]
- Penicillium notatum y P. chysogenum → el origen de la penicilina orgánica.
- Penicillium griseofulvum → componente principal del antifúngico griseofulvina;[5]
- Penicillium roqueforti → usado para el añejo del queso Roquefort;
- Penicillium camemberti → empleado para ablandar y dar aroma al queso Camembert[6]
- Otras especies de Penicillium son usadas para mejorar el sabor y la textura del queso;[7]
- Aspergillus oryzae → se extrae una enzima que hidroliza el almidón (usado para producción de alcohol potable, en panadería, etc);[8]
- Aspergillus sojae → usado para fermentar el grano del que se produce la salsa de soya, el tofú, etc[9]
- Aspergillus niger → contiene enzimas usado para modificar el sabor de alimentos;[10]
- Cladosporium resinae → descompone hidrocarburos como el petróleo, y el queroseno;[11]
- Veticillium y Meria → producen conidios que se adhieren y destruyen ciertos Nematodos;[12]